# Ochraethes pollinosus
Ochraethes pollinosus là một loài bọ cánh cứng trong họ Cerambycidae.